# 大中华造船厂

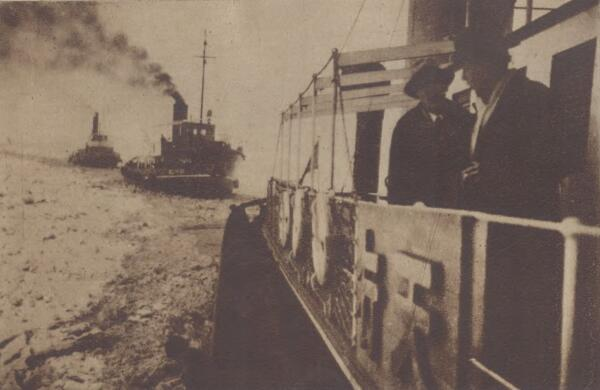
1936年执行破冰任务的天行号，其为大中华造船厂建造

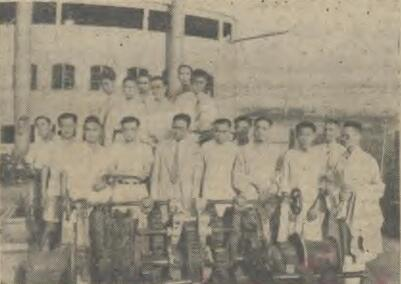
1947年中华造船厂民俗号下水

大中华造船厂，后改组为中华造船机器厂股份有限公司，是1926年，杨俊生在上海成立的一个造船厂。2001年4月8日，中国船舶工业集团对旗下沪东造船集团、中华造船厂进行了重组，正式成立沪东中华造船（集团）有限公司。

## 沿革

### 中华民国时期
1926年，杨俊生独资创办大中华造船厂，完成新船有川江炮舰“长江”，川江商轮“长风”、“民享”，沪扬线“大达”、“正大”，崇海线“天赐”，天津港破冰船“天行”等，连同各种修理轮驳，共约100多艘。当时在上海修船造船业主要有英国的耶松船厂、瑞镕船厂，两家进行联合经营，开始通过公共租界工部局收买厂基，逼大中华船厂搬厂。当时大中华船厂建造新大达轮，资金方面出现欠款，其中包括对瑞荣的一万元欠款。瑞荣趁机提起诉讼主张将大中华宣告破产，上海法院特意指定沈钧儒担任大中华的义务律师。沈钧儒在开庭后慷慨激昂，将案件的表面债务关系分析为外国资本排挤中国资本企业问题。法官听后不敢轻易判决，而参加债权人起诉的中国银行代表声称愿意撤诉和解。
1936年6月8日，公司开始业务扩展，原有资金不敷营运，在沈钧儒建议下，由民生公司卢作孚、金城银行周作民及永利公司范旭东等投资改组为中华造船机器厂股份有限公司，公司推举周作民为董事长、卢作孚、杨俊生为常务董事。1937年抗日战争爆发后，中华造船厂随上海沦陷为日军全部占用，公司遂率领技员辗转后方，重建临时分厂。日军邀请杨俊生出任江南造船厂厂长，遭到严词拒绝；杨俊生随后在静安寺出家。抗日战争结束后，1945年10月，中华民国国民政府正式接管上海日伪码头，大中华造船厂发还，杨俊生继续主持大中华造船厂。上海战役前夕，他留在上海继续团结全厂职工维持生产。

### 中华人民共和国时期
中华人民共和国成立后，1949年6月，杨俊生拜会上海市军管会重工业处孙冶方、程望，希望国家接管工厂。孙、程两人则表示私人资本是不能接管，并动员扶助中华造船厂开工生产。1950年2月6日，国民党飞机偷袭轰炸杨树浦发电厂，一些炸弹降落到毗邻的中华造船机器厂区内爆炸，电力供应不足，造船厂利用柴油机发电继续生产。1951年，中华造船厂的股东金城银行进行公私合营，民生实业公司也开始公私合营的清产核资。同年5月20日，中华造船机器厂股份有限公司召开常务董事会，杨俊生提议讨论造船厂合营，并向中央人民政府重工业部船舶工业管理局提出申请。随后5月23日，船舶工业局局长程望到金城大楼三楼中华造船厂董事会会议室，与董事长周作民、常务董事卢作孚、杨俊生会谈，并达成合营一致。6月，程望奔赴北京向重工业部部长何长工汇报，得到同意投资合营。同年11月29日，具体扩充计划意见上报重工业部。1952年2月8日，得到批准，并获得投资50亿（旧人民币，折合新人民币50万元），但因为当时开展五反运动，合营工作暂时停止。
1952年5月27日，中央重工业部船舶工业管理局域私营中华造船机器厂签署公私合营合约手续，并于6月派驻周元首位公股代表，工厂用50万投资建造2231平方米的新厂房。1953年1月1日，公司正式公私合营，杨俊生为厂长，周元首为公方代表。同日中央人民政府再投资110万进行公司建设，公司占地面积扩大到42118平方米、职工人数1354人。1953年4月后，一机部船舶工业局批准了十五家私营企业参加到中华造船厂合营，职工人数到1956年达到2953人，此外修复了董家渡船坞，承接苏联船舶和大型国内船舶的修理任务。
1966年11月，更名为东方红造船厂，1973年1月重新定名中华造船厂。2001年4月8日，中国船舶工业集团对旗下沪东造船集团、中华造船厂进行了重组，正式成立沪东中华造船（集团）有限公司，成为中国船舶工业集团公司下属建造军、民用船舶及船舶船用柴油机配套件的综合型集团公司。

## 相关
- 沪东中华造船